# Yibal
Yibal est le principal gisement pétrolier d'Oman.

## Historique
Il fut découvert en 1962 par Shell dans une extension sud du bassin pétrolier arabo-persique. La production commença en 1969 et fut accrue graduellement. Yibal servit de vitrine aux technologies les plus avancées en matière d'exploitation pétrolière, notamment les forages horizontaux.
Une production de 250 kbbl/j fut atteinte en 1998, puis un déclin très rapide a commencé. La production actuelle, en 2006, est de l'ordre de 80 kbbl/j. Le gisement est ainsi devenu un cas d'école des effets secondaires des techniques d'exploitation modernes : elles accélèrent l'épuisement des réserves et pourraient même endommager le réservoir et diminuer les réserves ultimes.
Yibal a déjà produit plus de 1.6 Gbbl et sa production totale ne devrait pas dépasser 2 Gbbl.
Ybal est doté d'un aéroport (Code OACI : OOYB).